# Qaţrūyeh
Qaţrūyeh (persiska: قطرویه) är en ort i Iran.   Den ligger i provinsen Fars, i den centrala delen av landet, 800 km söder om huvudstaden Teheran. Qaţrūyeh ligger 1 588 meter över havet och antalet invånare är 2 746.
Terrängen runt Qaţrūyeh är platt åt nordost, men åt sydväst är den kuperad.Runt Qaţrūyeh är det glesbefolkat, med 12 invånare per kvadratkilometer. Omgivningarna runt Qaţrūyeh är i huvudsak ett öppet busklandskap.